# 공단로 (경주시)
공단로(Gongdan-ro)는 경상북도 경주시 황성동에서 시작하여, 용강동을 거쳐 근화여고네거리까지 연결하는 도로이다.

## 노선 경로
- (이름 없음) - 강변로
- 근화여고네거리 - 산업로 (국도 제7호선)
- 승삼2길와 직결

## 같이 보기
- 경주용강산업단지